# 卒業 (テレビドラマ)
『卒業』（そつぎょう）は、1990年1月12日 - 3月30日にTBS系で金曜21:00 - 21:54に放映されたテレビドラマ。平均視聴率は17.0%。
短期大学の卒業を控えた主人公の就職、恋愛への不安と成長が描かれる。主演の中山美穂と仙道敦子は『セーラー服反逆同盟』（1986年10月13日 - 1987年3月23日、日本テレビ・月曜19時台後半枠）以来の2度目の共演である。

## あらすじ
木下かおり、小沢紀子、寺内友子の3人は、同じ女子短大に通う学生。来年春の卒業を控え就職活動中だが、その進路は決まらないままだった。

長野県出身のかおりは、両親から、卒業後は地元に戻り就職するよう言い渡されている。卒業後も東京にいたい一心であせって就職活動をするが、自宅外通学なうえ得意なこともなく、年末になっても内定は得られていない。

成績優秀な紀子は、難関である大手商社に内定した。しかし、仙台出身で東京に一人暮らししているにもかかわらず、「女の一人暮らしは男連れ込んで乱れている」という面接官の意向に沿うため、提出書類に偽って「自宅通勤可能」と書いてしまい、そのウソが露見したため、内定が取り消されてしまう。

自宅が東京の友子は、就職活動はしているものの、本当はアナウンサー・レポーターになるのが夢。養成所に通うなど夢の実現のために積極的で、地方へ行くことも構わないと思っている。

同じ短大に通いながらも別々の学生生活を送っていた3人だが、あるスキー旅行に参加したことがきっかけで意気投合。就職活動を通して出会った男性とのそれぞれの恋愛も絡みながら、卒業までの3人の成長や葛藤が描かれていく。

## キャスト
- 木下かおり：中山美穂
- 吉沢聡：織田裕二
- 小沢紀子：仙道敦子
- 山口哲夫：永瀬正敏
- 寺内友子：河合美智子
- 宮本真司：的場浩司
- 森下富士男：中村繁之
- 木下新太郎：佐藤慶
- 木下文子：馬渕晴子
- 木下貴司：田中基
- 小沢賢次：井川比佐志
- 寺内美智子：山下容莉枝
- 寺内修造：稲川淳二
- 寺内信二：石堂穣

## 主題歌
- DREAMS COME TRUE「笑顔の行方」

## スタッフ
- プロデューサー：八木康夫、伊藤一尋
- 脚本：小松江里子
- 音楽：杉本竜一
- 演出：近藤邦勝、吉田秋生、加藤浩丈

ほか

## 放送日程
| 各話   | 放送日        | サブタイトル                | 演出     |
| ------ | ------------- | --------------------------- | -------- |
| 第1話  | 1990年1月12日 | 3ッつの恋の始まり           | 近藤邦勝 |
| 第2話  | 1990年1月19日 | クリスマスなんて大キライッ! | 近藤邦勝 |
| 第3話  | 1990年1月26日 | 得意課目は背伸びと強がり    | 吉田秋生 |
| 第4話  | 1990年2月02日 | 恋の予習しましたか!         | 吉田秋生 |
| 第5話  | 1990年2月09日 | セツない課外授業            | 吉田秋生 |
| 第6話  | 1990年2月16日 | 恋にも追試ありますか?       | 加藤浩丈 |
| 第7話  | 1990年2月23日 | ついに、今夜アナタに告白!   | 吉田秋生 |
| 第8話  | 1990年3月02日 | 恋の自習は悲しい            | 吉田秋生 |
| 第9話  | 1990年3月09日 | ワタシ、結婚します!         | 加藤浩丈 |
| 第10話 | 1990年3月16日 | 信じてほしい…               | 吉田秋生 |
| 第11話 | 1990年3月23日 | もう、心ゆらさないで        | 吉田秋生 |
| 最終話 | 1990年3月30日 | キミの卒業式                | 吉田秋生 |